# Conjuração de "Nosso Pai"

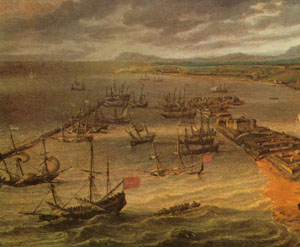
Porto do Recife, no século XVII, foco da revolta de "Nosso Pai".

Conjuração de Nosso Pai, também conhecida por Revolta contra Jerônimo de Mendonça Furtado, de alcunha "O Xumbergas", ou deposição do governador de Pernambuco, foi uma das primeiras rebeliões ocorrida no Brasil Colônia, que teve lugar em Olinda,1666. A nomeação de Mendonça Furtado para Governador – o quarto desde a expulsão dos holandeses do nordeste brasileiro – gerou insatisfação entre a população local, desencadeando um peculiar motim que resultou na deposição do mesmo. Durante um ritual católico chamado “Nosso Pai” –  procissão realizada por sacerdotes que consiste em levar Jesus sacramentado aos enfermos, rito tradicional e gerava grande mobilização popular – Mendonça Furtado foi surpreendido na volta à igreja da qual a procissão havia partido: tropas de Oficiais da Câmara junto com pró-homens, recebendo voz de prisão pela boca de um juiz ordinário, assim sendo recolhido à fortaleza de Brum, no recife, e posteriormente sendo posto em uma frota que, da Bahia, o deportou de volta a Lisboa. Após a queda de Mendonça Furtado é nomeado como governador de Pernambuco André Vidal de Negreiros, um dos líderes da Insurreição Pernambucana.

## Contexto
O século XVII no Brasil Colônia foi marcado pelo surgimento de diversas rebeliões que estouraram ao longo de todo o território da América portuguesa. Em um contexto de expansão da colonização, Portugal cada vez mais intensificava a instituição de novos poderes e de mecanismos de administração sob terras já conquistadas e avançavam em direção a terras ainda inexploradas – em busca de novas almas para se converter ao cristianismo e mão de obra para as lavouras (povos indígenas). Diante disto, foram comuns os amotinamentos de diversos personagens do cotidiano (padres, indígenas, colonos, comerciantes, soldados e escravos) em busca da conquista e reconquista de direitos, que fizeram uso do enfrentamento direto contra as autoridades governamentais da época.
Tratando especificamente sobre o contexto de Pernambuco, a população havia participado diretamente da Insurreição Pernambucana - acontecimento que culminou com a expulsão dos holandeses do nordeste brasileiro - e agora esperava algum tipo de reconhecimento da Coroa portuguesa.

## Causas
A conjuração de Nosso Pai, ou Revolta contra Mendonça Furtado ocorreu em 1666 e representava a insatisfação do povo de Olinda e Recife após a expulsão dos holandeses na região. Durante a insurreição pernambucana, que culminou com a saída dos holandeses, a Coroa portuguesa se fez pouco presente, cabendo aos nativos o papel de encabeçar tal guerra, o que culminou, para infelicidade portuguesa, na criação de uma identidade de pertencimento local, ainda que embrionária. É nesse contexto que é nomeado pela Coroa portuguesa Jerônimo de Mendonça Furtado para governador da capitania de Pernambuco, decisão que não foi bem recebida pelos nativos, que desejavam um dos seus para o cargo, após a guerra travada.
Em conjunto a isso, por conta de sua grande inabilidade no trato com os locais, Mendonça Furtado foi, com o tempo, se tornando alguém mal visto e um sentimento fortíssimo de antipatia foi crescendo a seu respeito, ganhando a alcunha de xumberga ou xumbregas, por conta de seu bigode semelhante ao do conde e general mestre de campo alemão Friedrich Von Schomberg.
Os insatisfeitos alegavam que o governador administrava como um tirano, interferindo no funcionamento do judiciário, executando dívidas, sequestrando bens, em especial na fábrica do engenho e nos partidos de cana, prendendo e soltando ao seu desejo, tudo em troca de dinheiro.
Muito da sua impopularidade também se dava devido as suas decisões insólitas, como fazer com que os mercadores que chegavam ao local fossem pagos sem demora de todas as suas dívidas, alegando que atrasa as negociações e gerava descredibilidade para o local. Porém este zelo acaba por enfurecer os poderosos da capitania que estavam a não quitar suas dívidas e sempre tiveram respaldo dos outros governadores anteriores.
O Xumbregas intrometeu-se inclusive em situações familiares, como o caso da herança paterna entre João Pais de Castro e seu irmão Estevâo Pais que tentavam se desfazer da irmã que coabitava havia anos com um primo que recusava a esposa-la, apesar dos filhos que havia feito, alegando que agiu desta forma “não só para compor as diferenças mas para evitar o escândalo que geralmente havia disto.” dando a entender que a  interferência dos mesmo era indevida.

## A revolta
No contexto de insatisfação com a nomeação de Jerônimo de Mendonça como governador e por conta de sua falta de proximidade de interesses e habilidade de negociá-los com os senhores de engenho locais, foi preparada pelos pernambucanos uma emboscada a fim de prender o governador estrangeiro. Sendo a religião católica o credo do Estado, os ritos sacramentais eram extremamente valorizados, inclusive a procissão feita pelos sacerdotes a qual levava Jesus sacramentado aos enfermos, “Nosso Pai”,era muito acompanhada pela população e contava por vezes com a presença do próprio governador.
Com a presença de um governador considerado tirano, cresceu na região de Recife e Olinda o sentimento de insatisfação por acreditarem que após terem lutado pela reconquista de sua terra, mereciam um deles ser o governador. Reuniram-se então diversos homens para articular o motim contra o governador durante a procissão, sendo um desses encontros na casa do senhor de engenho João de Novalhaes. No dia 31 de agosto de 1666, Xumberga - modo como o governador era chamado pelos moradores de Olinda e Recife de forma pejorativa por ter introduzido em Pernambuco a moda de usar bigode - acompanhava a procissão de Nosso Pai saindo da igreja de São Pedro Mártir e na volta foi surpreendido pelos pró-homens na Rua de São Bento, recebeu voz de prisão do líder da conjuração, e foi levado à fortaleza  do Brum - que antes pertencia aos holandeses mas foi tomado pelos portugueses e locais após a reconquista - e posteriormente mandado de volta a Portugal.

## Desfecho
A Revolta contra Mendonça de Furtado foi uma das rebeliões que ocorreram no período colonial brasileiro. Vale ressaltar a dimensão desse fato, já que o governador de uma capitania era a figura mais próxima do Rei na colônia, e portanto, aos habitantes daquela terra, uma autoridade quase inquestionável.
Após sua queda é nomeado como governador colonial André Vidal de Negreiros, um dos líderes durante a Insurreição Pernambucana, decisão que agradou os colonos e bastou para acalmar os ânimos destes por um curto período de tempo.